# Біргер Нерман
Біргер Нерман (6 жовтня 1888 – 22 серпня 1971) — шведський археолог, історик і філолог, який спеціалізувався на історії та культурі Швеції залізної доби.
Нерман здобув освіту в Упсальському університеті, де розпочав свою кар'єру як викладач скандинавської філології. Він брав участь в археологічних розкопках кам'яної та залізної діб у Швеції та став відомим своїми зусиллями поєднати археологічні та філологічні дані. Серед місцевостей, які досліджував Нерман, зокрема Стара-Уппсала та Готланд.
З 1923 до 1925 рік Нерман був професором археології у Дерптському університеті, у цей період він зробив внесок у розвиток археології в Естонії. У наступні роки він провів розкопки у Гробіні й інших місцях з метою дослідження відносин між Швецією та східною Балтією у залізну добу.
Нерман був директором Історичного музею з 1938 до 1954 рік, під час якого він організував кілька виставок з історії Швеції. Він був шведським націоналістом, який виступав як проти нацизму, так і проти комунізму, і відомим прихильником незалежності балтійських держав. Нерман був автором кількох наукових праць з археології залізної доби та популярних праць з культури й історії ранньої Швеції.

## Молодість й освіта
Біргер Нерман народився у Норрчепінгу, Швеція, 6 жовтня 1888 року. Він був сином Янне Нермана, книготорговця, й Іди Нордберг.
У 1907 році Нерман став студентом філології в Уппсальському університеті, де у 1913 році захистив докторський ступінь, написавши дисертацію «Svärges hedna litteratur» («Язичницька література Швеції»), присвячену темі «Переліку Інглінгів». Серед його професорів в Уппсалі був Кнут Ст'єрна, який справив на нього сильний вплив. Вивчаючи давньоанглійську та давньоскандинавську літератури, Нерман стверджував, що такі твори, як «Беовульф», містять сліди шведської усної літератури періоду великого переселення народів. Кілька філологів розкритикували його дисертацію за використання археологічних доказів. Ця критика спонукала Нермана зосередитися більше на археології, а не на філології, хоча він протягом своєї кар'єри, що залишилася, продовжував виступати за співпрацю між двома дисциплінами.

## Початок кар'єри

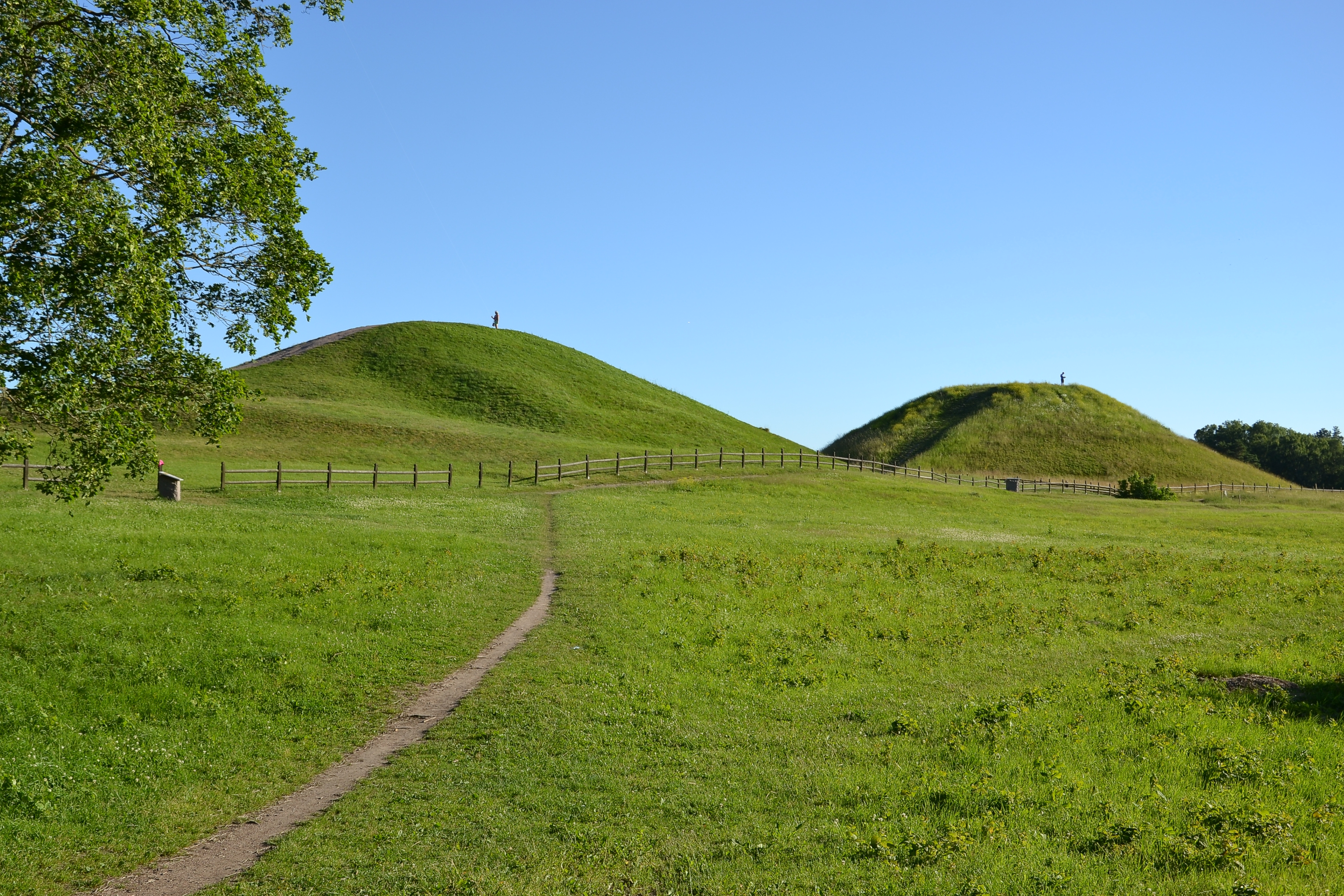
Королівські насипи у Старій Уппсалі, де Нерман проводив більшу частину своїх ранніх досліджень. У своїх дослідженнях ранньої Швеції Нерман намагався поєднати археологічні свідчення з Старої Уппсали з наявністю давньоанглійської та давньоскандинавської літератури.

Разом зі Ст'єрном, а пізніше Оскаром Альмгреном, Нерман дедалі активніше займався археологічними дослідженнями шведської кам'яної та залізної доби. Поєднуючи філологічні й археологічні дані, Нерман прагнув отримати глибше розуміння історії та культури Швеції залізної доби. Його робота в цьому відношенні була позитивно сприйнята багатьма шведськими археологами, зокрема Оскаром Монтеліусом, і філологами. Брав участь у розкопках у Старій Уппсалі, Венделі й Адельсе. Його розкопки у Старій Уппсалі проводилися разом із Суне Ліндквістом.

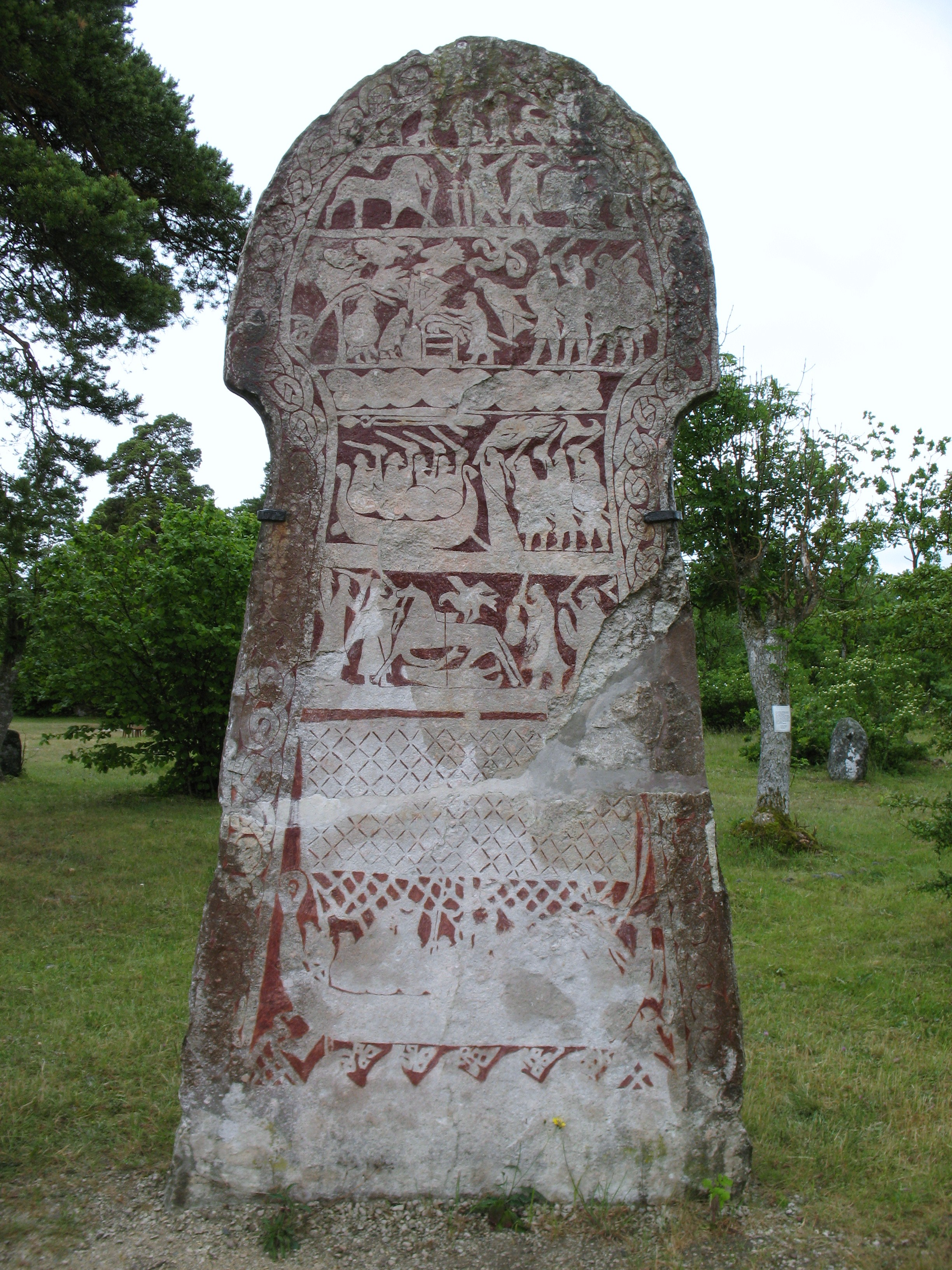
Стура-Хаммарський камінь I з Готланду. Нерман відомий своїми археологічними дослідженнями Готланду залізної доби.

З 1914 року Нерман все більше брав участь в археологічних розкопках на Готланді та у Балтійських країнах. Зв'язок між цими двома областями в період залізної доби став для нього предметом великого інтересу. Його публікації з археології Готланду того періоду, багато з яких були написані спільно з Альмгреном, стали стандартними роботами на цю тему.
В Уппсальському університеті Нерман отримав призначення асистента професора у 1917 році, а доцентом — у 1919 році. Протягом цього часу він читав лекції зі скандинавської філології, приділяючи особливу увагу сагам. Здобув ступінь ліценціата філософії з доісторичних часів у 1918 році.

## Дослідження у східній Прибалтиці
З 1923 до 1925 рік Нерман був професором археології у Дерптському університеті, тоді він заклав основи сучасної археології в Естонії. Його роки в Дерпті виявилися важливими для його майбутніх досліджень. Він проводив археологічні дослідження в Ізборську, Естонія, у 1924 році.
Поєднуючи свої обов'язки в університеті, Нерман написав ряд праць з історії Швеції, призначених для масової аудиторії. У «En utvandring från Gotland och öns införlivande med Sveaväldet» (1923) і «Det svenska rikets uppkomst» (1925) він стверджував, що у шведів була могутня держава, вони брали участь у великих колонізаційних заходах у східній Балтії ще у Вендельський період. Нерман був шведським націоналістом, і деякі його праці слід розуміти не лише як науковий внесок, але і як вияв патріотизму автора.
У 1929—1930 роках Нерман керував розкопками у Гробіні, Латвія. Результати розкопок були опубліковані у «Die Verbindungen zwischen Skandinavien und dem Ostbaltikum in der jüngeren Eisenzeit» (1929). Він вважав, що Гробіню заснували як шведську/готландську колонію, і вона була ідентична місту Зеєбург, згаданому Рімбертом у «Vita Ansgarii». Скандинавські поховання, досліджені Нерманом у Гробіні, датовані ще 650 роком нашої ери, тобто передують епосі вікінгів. Знахідки у Гробіні спонукали Нермана до подальших досліджень в Апуолі та Віскіаутені у 1931 році.

## Директор Історичного музею
Після повернення з Дерпта Нерман працював в Історичному музеї, з 1938 до 1954 рік очолював його. Керував ремонтом будівлі музею, організував ряд успішних виставок. Нерман докладав багато зусиль, щоб зробити колекції музею максимально доступними для публіки. Свої обов'язки в музеї він поєднував із написанням праць і виступами.
Нерман брав активну участь в організаціях, що працювали над збереженням національної спадщини Швеції, виконуючи обов'язки секретаря (1929—1939) і голови (1939—1969) Шведського антикварного товариства. З часів, коли він був професором університету в Естонії, він захоплювався країнами Балтії та її народами. Він відіграв провідну роль у створенні Балтійського інституту, і був головою-засновником Балтійського комітету. Нерман був прихильником незалежності країн Балтії та прав балтів й естонців. Під час Другої світової війни був членом антифашистських й антикомуністичних організацій.
Нерман звільнився з Історичного музею у 1954 році. Після виходу на пенсію він продовжував писати праці зі шведської археології.

## Особисте життя
Нерман одружився з Зельмою Нерман 21 січня 1932 року. Помер у Стокгольмі 22 серпня 1971 року. У Нермана залишилися дві доньки та кілька онуків.

## Вибрані твори
- Studier över Svärges Hedna Litteratur. Uppsala: K. W. Appelbergs Boktryckeri. 1913.
- Vilka konungar ligga i Uppsala Högar?. Uppsala: K. W. Appelbergs Boktryckeri. 1913.
- Svärges älsta konungalängder som källa för svensk historia. Uppsala: K. W. Appelbergs Boktryckeri. 1914.
- Det forntida Stockholm. Stockholm: V. Petterson. 1922.
- (With Oscar Almgren) Die ältere Eisenzeit Gotlands. Т. 1—2. Stockholm: Ivar Haeggström. 1923.Vol. 1–2. Stockholm: Ivar Haeggström. 1923.
- En utvandring från Gotland och öns införlivande med Sveaväldet. Stockholm: Almqvist & Wiksell. 1923.
- Die Herkunft und die frühesten Auswanderungen der Germanen. Stockholm: Akademiens Förlag. 1924.
- Det svenska rikets uppkomst. Stockholm: Ivar Haeggström. 1925.
- Die verbindungen zwischen Skandinavien und dem Ostbaltikum in der jüngeren eisenzeit. Stockholm: Akademiens Förlag. 1929.
- The Poetic Edda in the Light of Archæology. London: Viking Society for Northern Research. 1931.
- Die Völkerwanderungszeit Gotlands. Stockholm: Verlag der Akademie. 1935.
- Sveriges rikes uppkomst. Stockholm: Skoglunds Bokförlag. 1941.
- Sveriges första storhetstid. Stockholm: Skoglunds Bokförlag. 1942.
- Gamla Upsala: Svearikets hjärtpunkt. Stockholm: Skoglunds Bokförlag. 1943.
- Tiotusen år i Sverige. Stockholm: Statens Historiska Museum. 1943.
- När Sverige kristnades. Stockholm: Skoglunds Bokförlag. 1945.
- Balticum skall leva!. Stockholm: Natur och Kultur. 1956.
- För Balticums frihet. Stockholm: Baltiska kommittén. 1969.
- Die Vendelzeit Gotlands: Text. Т. 1. Stockholm: Almqvist & Wiksell. 1975.
- Die Vendelzeit Gotlands: Tafeln. Т. 2. Stockholm: Almqvist & Wiksell. 1969.